# سابرینا وگا
سابرینا وگا (به انگلیسی: Sabrina Vega) ژیمناست زادهٔ ۲۴ مهٔ ۱۹۹۵ میلادی اهل کشور ایالات متحده آمریکا است.